# ナオブランド
株式会社ナオブランド（英: Naobrand.Co., Ltd.）は、福岡県北九州市に本社を置く菓子製造販売業者。

## 概要
2002年、中川直寿が住宅設備メンテナンス業を創業。中川はTOTOの営業職を経て脱サラ。客との身の上話から結婚相手の紹介業(結婚相談所)も手掛けるようになった。2013年8月、会社設立。2014年に小倉北区に喫茶店「NAOカフェ」を出店。チョコレートやジャムでコーティングした金平糖が評判になった。金平糖を取り扱ったのは、客の成婚祝いに縁起物として贈ったことがあり馴染みがあったためである。2016年9月には、入江製菓と共同で若松トマト味と門司港バナナ味の金平糖を開発。
2017年4月には、アミュプラザ博多に2号店「NAOカフェ JR博多駅店」を出店。様々な味の金平糖など約400種類の商品を扱うほか、金平糖を加工して作ったアクセサリーなどの雑貨を販売。2018年4月、チャチャタウン小倉に金平糖のテイクアウト専門店「こんぺいとうカフェ」を出店。数十種類の味の金平糖を組み合わせて瓶詰めして販売している。2018年9月、新業態の和洋菓子専門店「恋寿華堂」を神戸大丸地下に出店。金平糖をアレンジしたラスクや煎餅を販売。2023年1月、小倉北区下到津にカフェ兼居酒屋を出店。

## 沿革
- 2002年(平成14年)11月、創業。
- 2012年(平成24年)11月、ブライダル事業(ナオBride)を開始[2]。
- 2013年(平成25年)8月、「株式会社ナオブランド」を設立[1]。
- 2014年(平成26年)7月、「NAOカフェ」を小倉北区に出店。
- 2017年(平成29年)8月、小倉北区に自社工場を開設[2]。
- 2018年(平成30年)9月、「恋寿華堂」を兵庫県神戸市に出店。
- 2019年(令和元年)11月、大分市に自社工場を開設[2]。
- 2019年(令和元年)12月、ネットショップを開設[10]。
- 2023年(令和5年)1月、あられ菓子「ぷかぷか糖」を発売[11]。

## 製品
- 金平糖

自社工場(北九州市、大分市)および契約工場(OEM)で生産を行っている。オレンジやコーヒー、抹茶のほか、日本酒、梅、ハッカなどの味がある。
- 「ぷかぷか糖」

ぶぶあられを芯にした金平糖。飲み物に浮かべることができる。いちごやゆず、ミント、「ぷかぷか糖 竹炭ブラック」、「日本酒ぷかぷか金平糖」、「ビーツのぷかぷか糖」などの味がある。
- 「恋むすび焼き」

タピオカ粉を生地に使用した焼き菓子。

## 店舗
各地の百貨店の催事に出店するほか、福岡県内などに常設店舗「こんぺいとうカフェ」「恋寿華堂」を出店。様々な色の金平糖を瓶詰めして販売している。金平糖は約60種類あり、味や容器を自分で選ぶこともできる。恋寿華堂カフェ工房では金平糖の入ったサイダーなども提供している。